# Oligomyrmex arnoldiellus
Oligomyrmex arnoldiellus är en myrart som beskrevs av Santschi 1919. Oligomyrmex arnoldiellus ingår i släktet Oligomyrmex och familjen myror. Inga underarter finns listade i Catalogue of Life.